# قهرمان تحت تعقیب
قهرمان تحت تعقیب (به انگلیسی: Hero Wanted) یک فیلم اکشن، جنایی و دلهره‌آور آمریکایی محصول سال ۲۰۰۸ به کارگردانی برایان سمارز در اولین کارگردانی خود با بازی کوبا گودینگ جونیور، ری لیوتا، کیم کوتس و نورمن ریدس است. این فیلم در تاریخ ۲۹ آوریل ۲۰۰۸ به صورت فیلم ویدئویی در ایالات متحده منتشر شد.

## داستان
لیام کیس (کوبا گودینگ جونیور) یک مرد زباله گرد است که زندگی او آنطور که او انتظار داشت پیش نرفت. لیام برای تحت تاثیر قرار دادن دختر رویاهایش، یک سرقت دقیق از بانک را برنامه ریزی می‌کند که با پریدن او برای نجات دختر در آخرین لحظه به اوج محبدبیت خود می‌رسد. با این حال، زمانی که روز سرقت فرا می‌رسد، نقشه به شکل غیرمنتظره‌ای شکل می‌گیرد و هر دو دختر و لیام توسط یکی از سارقان مورد اصابت گلوله قرار می‌گیرند. لیام پس از بهبودی از مجروحیت، دزدی را که به او و دختر شلیک کرده بود، را می‌کشد. او سپس متوجه می‌شود که یاران سارق مرده تا زمانی که انتقام آن مرگ را نگیرند متوقف نمی‌شوند و ...

## تولید
فیلمبرداری در صوفیه، بلغارستان در طی ۳۲ روز در تاریخ ۳ آوریل تا ۵ مه ۲۰۰۷ انجام شد.

## بازخوردها
دیوید جانسون از DVD Verdict نوشت، "این فیلم بیش از حد خشونت آمیز است، اما قهرمان تحت تعقیب در نهایت یک ماجرای نرم و توخالی دارد."